# Odontria aurantia
Odontria aurantia är en skalbaggsart som beskrevs av Given 1952. Odontria aurantia ingår i släktet Odontria och familjen Melolonthidae. Inga underarter finns listade i Catalogue of Life.